# Henri Fehr
Henri G. Fehr (n. 2 februarie 1870 la Zürich – d. 2 noiembrie 1954 la Geneva) a fost un matematician elvețian.
A fost profesor de matematică la Universitatea din Geneva.
Cea mai importantă lucrare a sa a fost: Application de la Méthode vectorielle de Grassmann à la Géométrie infinitésimale, apărută în 1893 la Paris.
Împreună cu Charles-Ange Laisant, a fost fondator al revistei L'enseignement mathématique, apărută în 1899.
1. ↑  Henri Fehr
2. ↑  Henri Fehr, NUKAT
3. ↑  IdRef, accesat în 5 martie 2020
4. ↑  Czech National Authority Database, accesat în 16 martie 2025